# Colombie aux Jeux olympiques d'été de 2004
La Colombie participe aux Jeux olympiques d'été de 2004 à Athènes en Grèce qui se déroulent du 13 au 29 août 2004. Il s'agit de sa quinzième participation à des Jeux d'été. Elle remporte deux médailles de bronze lors de cette édition.